# Săcuieu
Sacuieu là một xã thuộc hạt Cluj, România. Dân số thời điểm năm 2002 là 1640 người.